# 埃马纽埃尔·塞尔韦
朗贝尔·约瑟夫·埃马纽埃尔·塞尔韦（法語：Lambert Joseph Emmanuel Servais，法語發音：[lɑ̃bɛʁ ʒozɛf emanɥɛl sɛʁvɛ]；1811年4月11日—1890年6月17日），卢森堡政治家，他是第五任卢森堡首相，任职七年，从1867年12月3日至1874年12月26日。
他的儿子埃米尔·塞尔韦1919年1月9日曾领导一次失败的共产起义。
| 前任： 诺贝尔·梅斯               | 财政大臣 1853年-1857年         | 繼任： 纪尧姆-马提亚·奥古斯坦          |
| 前任： 托纳科男爵                | 卢森堡首相 1867年-1874年       | 繼任： Félix de Blochausen             |
| 前任： 托纳科男爵                | 外交大臣 1867年-1874年         | 繼任： Félix de Blochausen             |
| 前任： 亚历山大·德·科尔内·德华尔 | 财政大臣 1869年                | 繼任： Georges Ulveling                |
| 前任： Édouard Thilges           | 国务委员会主席 1874年-1887年   | 繼任： Henri Vannérus                  |
| 前任： 夏尔·西莫尼               | 卢森堡市市长 1875年-1890年     | 繼任： 亚历克斯·布拉瑟尔               |
| 前任： Zénon de Muyser           | 卢森堡众议院议长 1887年-1890年 | 繼任： Théodore Willibrord de Wacquant |